# Система Spitzenkandidat
Система Spitzenkandidat, система шпіценкандитатів або система провідного кандидата — політичний механізм пов’язування процесу обрання президента Європейської комісії у залежності від результатів виборів до Європейського парламенту. Запроваджений за підсумками чергового реформування Європейського Союзу після підписання Лісабонської угоди і вперше був використаний під час європейських виборів 2014 року

## Історія появи
До 2007 року обрання і призначення політичного керівництва Європейського Союзу відбувалось переважно кулуарно, як частина непублічного переговорного процесу між представниками різних політичних партій, керівництва впливовіших країн-членів, груп впливу національного та наднаціонального рівня. Проте після підписання Лісабонської угоди було прийнято норму про те, що «кандидатура голови Європейської комісії повинна бути затверджена з урахуванням результатів виборів до Європейського парламенту». Саме це зазначено у статті 17.7 «Догоовру про Європейський Союз». Проте без будь-якої деталізації та роз'яснення, як це робити на практиці.
Через це був запропонований політичний механізм, який ми знаємо сьогодні під німецькою назвою — «система Spitzenkandidat», або у перекладі українською — «система провідного кандидата». Вперше вона була застосована під час європейських виборів 2014 року, коли у боротьбі за посаду президента Європейської комісії впевнено переміг люксембурзький політик і представник «Європейської народної партії» Жан-Клод Юнкер. Водночас перші публічні дебати між шпіценкандидатами від загальноєвропейський партій відбулися щойно під час попередніх виборів 2019 року.

## Суть процесу
Участь у боротьбі за посаду президента Єврокомісії за системою Spitzenkandidat кандидати від зальноєвропейських партії, які не варто ототожнювати з парламентськими групами (фракціями) у Європейському парламенті, у які об'єднюються депутати національних партій з різних країн ЄС за принципом ідеологічної спорідненості. У Європарламенті віддавна існує сім основних парламентських груп, в яких представлені депутати з різних країн ЄС, де вони відстоюють інтереси своєї депутатської групи, а не власних країн. Хоча громадянство євродепутата безперечно також впливає на його роботу та позицію, тоді як національні уряди намагаються тиснути на євродепутатів, щоб вони відстоювали інтереси власних країни.
Кожна із загальноєвропейських політичних партій, яка хоче поборотися за посаду президента Європейської комісії, обирає на власному з'їзді «шпіценкандидата» за допомогою внутрішньопартійного праймериз. Вони паралельно з виборчою кампанією, яка відбувається переважно на національному рівні, ведуть власну виборчу кампанію з поясненням своїх основних пріоритетів роботи на наступні п'ять років. І хоча це формально адресовано громадянам ЄС, проте фактично основним адресатом є інші загальноєвропейські партії, їхні політики і групи впливу з метою пошуку партнерів для побудови майбутньої парламентської коаліції, яка голосуватиме за призначення президента Кєвропейської комісії.

## Критика
«Система Spitzenkandidat» є чимось проміжним між кулуарним принципом обрання керівництва і його прямим обранням. Оскільки у підсумку президента Європейської комісії обирають непрямим голосуванням за посередництвом політичних партій, то цей механізм критикують.
Зокрема, як у 2019 році несподівано з третьої спроби головою Європейської комісії було обрано Урсула фон дер Ляєн, незважаючи на те, що вона не була шпіценкандидаткою. Після того, як її однопартієць з «Європейської народної партії» Манфред Вебер не зумів знайти підтримку за своє призначення серед інших парламентських груп, партія запропонувала її як альтернативну кандидатуру. Хоча посаду президента потенційно мав би обійняти шпіценкандидат від «Партії європейських соціалістів», яка зайняла друге місце за результатами виборів, а саме нідерландський політик Франс Тіммерманс. У підсумку кулуарних домовленостей він став першим віцепрезидентом Європейської комісії з питань європейського зеленого курсу, а кандидат іншого союзника «Європейської народної партії»  «Альянсу лібералів і демократів за Європу» (сьогодні мають назву «Оновити Європу») отримали посаду голови Європейської ради в особі бельгійця Шарля Мішеля.
З цієї причини прихильники розширення європейського парламентаризму пропонують одночасно з запровадженням загальноєвропейських партійних списків також запровадити прямі вибори президента Європейської комісії громадянами ЄС.

## Обрання складу Європейської комісії
Шпіценкандидат від партії, яка отримає за результатами виборів депутатів Європейського парламенту найбільшу кількість голосів або зможе заручитися підтримкою коаліції більшості, першочергово буде запропонований Європейською радою для затвердження новим складом Європейського парламенту для обрання його президентом Європейської комісії. За це члени Європейської ради мають проголосувати кваліфікованою більшістю. Після цього за цю кандидатуру має проголосувати більшість депутатів Європейського парламенту. Якщо такої такої підтримки немає, Європейська рада протягом одного місяця пропонує нового кандидата за цією ж процедурою.
Після схвалення кандидатури президента Єврокомісії парламенту, він разом з Радою Європейського Союзу затверджує список інших 26 кандидатів на посаду європейських комісарів (по суті міністрів). Європейська комісія складається з 27 єврокомісарів (включно з президентом) – по одному від кожної країни ЄС. Їхні кандидатури висуваються урядами країн-членів і так само затверджуються більшістю голосів Європейського парламенту. Президент Європейської комісії доручає кожному з комісарів відповідальність за конкретну сферу політики, наприклад, енергетику, економіку, промисловість, сільське господарство, довкілля тощо.
При цьому існує сформована практика ротацій єврокомісарів, щоб, по-перше, одні і ті ж люди не були єврокомісарами більше однієї каденції, а також, по-друге, щоб кожна з країн ЄС постійно змінювала напрямки політик і не контролювала протягом тривалого часу окремі політики Європейського Союзу. Таким чином процес узгодження кандидатів на посади єврокомісарів є складним переговорним політичним процесом пошуку компромісів на рівні столиць усіх країн–членів ЄС.  Європейські комісари мають представляти не позицію своєї країни, а спільні інтереси Європейського Союзу, хоча практика показує, що часто вони лобіюють політику своїх держав.
Після узгодження всіх кандидатів на посади комісарів на рівні Ради ЄС склад Європейської комісії знову затверджується кваліфікованою більшістю Ради ЄС, а після цього - більшістю голосів Європейського парламенту. Лише після цього Європейська рада призначає склад Європейської комісії.